# Dancing in Your Head
Dancing in Your Head ist ein Jazzalbum von Ornette Coleman, auf dem dieser ein verändertes Gruppenkonzept und seine „neue Musiksprache“ vorstellte.

## Geschichte des Albums
In den frühen 1970er Jahren beschäftigte sich Coleman mit unterschiedlichen Formen afrikanischer Musik: 1972 reiste er nach Nigeria, wo er mit Haussa-Musikern zusammenspielte. Im Januar 1973 fuhr er nach Marokko, wo er im Atlas-Dorf Joujouka mit den dortigen Master Musicians zusammentraf, einer Musikerelite, die auf eine tausendjährige Tradition zurückschaute und sich durch ein nach außen „telepathisch anmutendes Zusammenspiel“ mit „plötzlichen, kollektiv vollzogenen Tempowechseln“ außerhalb des europäischen Tonsystems auszeichnet. Die Musiker hatte er auf Aufnahmen von Robert Palmer gehört und spontan entschlossen: „Laß uns aufbrechen. Laß uns hinfahren und eine Platte machen.“ Mit einem Tross von Tontechnikern der CBS und seinem Cousin, dem Produzenten James Jordan, machte sich Coleman auf den Weg. Es kam zunächst zu einigen „eher informellen, tastenden musikalischen Begegnungen“. Dann konzipierte Coleman ein Werk Music from the Cave mit ihm auf der Trompete und einem ungewöhnlich zusammengesetzten Orchester der Master Musicians auf Flöten, einer Fidel, zwei Gimbris und drei Perkussionisten, in dem erstmals „der Gruppenklang das Entscheidende war, nicht die musikalische Individualität der Beteiligten“. Dieses Werk sollte mit anderen Aufnahmen aus Joujouka auf einer Doppel-LP bei Columbia erscheinen, fiel aber dann einer viele Musiker betreffenden Entscheidung des Labels gegen den damals nur geringe Gewinnspannen versprechenden, akustischen Jazz zum Opfer.
Für Coleman wurde die Erfahrung von Joujouka prägend: Nachdem er bis dahin entweder Tanzmusik spielte, „die ihn künstlerisch einengte, oder aber seine eigene Musik, die ihm zwar Freiheit der Erfindung gab, aber nicht jenen körperlichen Kontakt mit dem Publikum, den er aus seiner Jugend kannte,“ erlebte er dort eine Synthese. Er machte sich klar, dass er, „indem er elektrische Gitarren und tanzorientierte Rhythmen verwendete, das Gleiche in unserer Kultur erreichen konnte – die Freiheit behalten und doch den [körperlichen] Kontakt mit dem Publikum herstellen.“
Seit September 1973 experimentierte Coleman mit elektrischen Gruppen, zunächst mit dem Gitarristen James Blood Ulmer, ab 1975 mit der ersten Besetzung von Prime Time, mit der er in Paris ins Studio gehen sollte. Allen Musikern spielte er die Aufnahmen aus Joujouka vor, da es ihm auf den veränderten Gruppenklang ankam. Coleman finanzierte die Prime Time-Aufnahmen in Paris aus eigener Tasche vor und konnte sie schließlich für $ 85.000 an Herb Alperts Label A&M verkaufen. Neben zwei längeren Versionen von Theme from a Symphony, das in der Symphonie Skies of America den Titel The Good Life trug und deutlich Kinderlied-artige Züge trägt und fortan Dancing in Your Head genannt wurde, mit Prime Time enthielt das Album auch eine der ersten Aufnahmen aus Joujouka, Midnight Sunrise. Vermutlich wollte Coleman damit „die Verbindung zwischen Joujouka und der Musik von Prime Time doch wenigstens andeuten.“

## Trackliste
1. Theme from a Symphony (Variation One) 15:37
2. Theme from a Symphony (Variation Two) 11:06
3. Midnight Sunrise 4:36
4. Midnight Sunrise—Alternate Take (nur auf der CD-Ausgabe aus dem Jahr 2000)

Alle Kompositionen sind Ornette Coleman zugeschrieben.

## Wirkungsgeschichte
Das Album gilt als Meilenstein, als „radikalste Verkörperung“ in der Karriere von Coleman und das erste Album des sogenannten Free Funk mit seiner neuen Art der „Gruppenintegration“. Shannon Jackson spielt dabei „keinen sturen backbeat, sondern dichte polyrhythmische patterns, die eher an afrikanisches Trommeln als an die high tech-Drummer der Fusion Musik erinnern.“ Auch der Bassist „hämmert keine monotonen Funk-Bassriffs, sondern erfindet selbständige Linien“ und die beiden Gitarristen liefern ein dichtes akkordisches „Gestrüpp“, zu dem Coleman ohne Pause improvisiert, „mit simplen wiederholten Riffs, die er freilich in alter Manier polymodal auf wechselnde tonale Zentren bezieht.“
Gruppen wie Sonic Youth oder die Decoding Society von Shannon Jackson haben auf diesem Album ihre musikalischen Konzepte aufgebaut.
Die Kritiker des Down Beat hoben in ihrem Poll Colemans Platte als eines der Alben des Jahres 1978 hervor. Einer von ihnen, Joachim Ernst Berendt hat Dancing in Your Head in seinen Radiosendungen im Südwestfunk negativ besprochen und in seinem Jazzbuch zunächst unterschlagen, dabei sogar die Richtung der Geschichte umgekehrt: Der Trend des Free Funk werde nicht durch Coleman gesetzt, sondern durch seine Schüler. Coleman habe sich aber „auf die Seite seiner ehemaligen Schüler geschlagen“ und spiele nun auch diese Musik. Sehr zwiespältig beurteilt auch Scott Yanow das Album. Nach seiner Ansicht ist Theme from a Symphony eine ziemlich langweilige und sich wiederholende Melodie, so dass es „ein wenig schwierig ist, das Stück zu hören“.
Chris Kelsey zählte das Album in seinem Allmusic-Essay Free Jazz: A Subjective History zu den zwanzig wichtigsten Alben des Free Jazz. Das Album wurde auch in die Wireliste The Wire’s “100 Records That Set the World on Fire (While No One Was Listening)” aufgenommen.
Das Magazin Rolling Stone  wählte das Album 2013 in seiner Liste Die 100 besten Jazz-Alben auf Platz 78.